# Castelo Skjoldenæsholm
Castelo Skjoldenæsholm é uma casa senhorial situada a 11 km ao noroeste de Ringsted, Dinamarca, no lado oeste de um dos muitos lagos da região. O edifício principal, possivelmente feito por Philip de Lange, agora é um hotel e centro de conferências, enquanto nas terras ao redor estão o Museu de Trens e um campo de golfe. O resto das imediações em sua maioria são florestas.

## História

### O primeiro castelo
Originalmente localizado a 1.5 km para o sul da atual casa, Skjoldenæs é o primeiro castelo registrado nos anos de 1340, quando era propriedade da coroa e referido como um "castelo de tamanho considerável". O Rei Cristóvão II hipotecou o imóvel para João III de Holstein-Plön. O Rei Valdemar IV pode, com total certeza, ser vinculado ao local, em 1346 ou 1348, quando ele sitiou o castelo.

### Casa de Müller
O castelo medieval foi demolido, em 1567, mas a fundação do castelo rodeado por fossos ainda pode ser vista no local hoje. A terra foi da coroa por um longo período de tempo, e taxas eram pagas por vários membros da nobreza dinamarquesa até 1662, quando foi cedido para o Rei Luís Müller. Nos anos seguintes, entre 1663 e 1666, Müller concluiu uma nova casa senhorial no local do atual edifício principal.

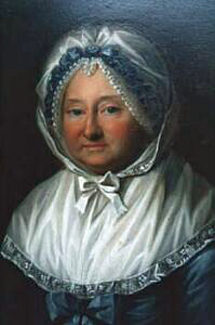
Anna Joachimine Danneskiold-Laurvig pintada em 1785

### Era Danneskiold-Laurvig
Depois da morte de Müller, em 1682, a propriedade foi readquirida pelo Rei Christian V, que no ano seguinte deu-a a seu meio-irmão Ulrik Frederik Gyldenløve, que também tinha a Mansão Gyldenløve em Copenhague, bem como várias outras fazendas na Dinamarca e na Noruega. Depois de sua morte, Skjoldenæsjolm permaneceu com sua família por quase um século. Ferdinand Anton Danneskiold-Laurvig, filho de Gyldenløve, foi proprietário do castelo de 1720 até sua morte, em 1754. Anna Joachimine Danneskiold-Laurvig (nascida com o nome Ahlefeldt), a viúva de Ferdinand, substituiu a antiga ala principal pelo que vemos hoje em 1766.

### Era Bruun de Neergaards
Anna Joachimine Danneskiold-Laurvig foi a última pessoa da família a morar em Skjoldenæsholm, vendendo a propriedade em 1794, pouco antes de sua morte, que se deu no ano seguinte. O comprador foi Anna Marie Bruun de Neergaard (nascida com o nome Møller). A partir deste momento, Skjoldenæsholm viria a pertencer à família Bruun de Neergaard, até os dias atuais.

### Hoje
O edifício principal foi transformado em um centro de conferências, em 1971. A propriedade cobre 1,272 hectares (de 3.140 de acres) de terra, incluindo o Museu do Trem, que foi fundado em 1978 e um campo de golfe. O resto das terras em sua maioria são florestas.
Em 1998, o castelo foi usado no filme Festen, de Thomas Vinterberg, uma das principais obras do Dogma 95.

## Arquitetura

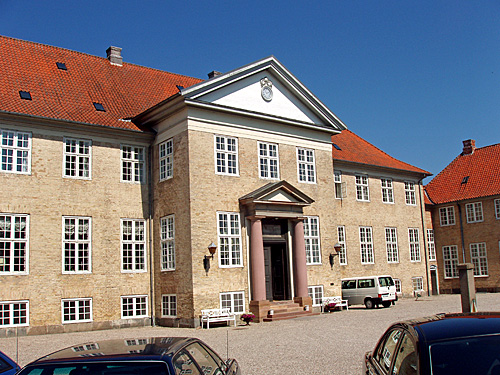
A ala principal.

A arquitetura neoclássica da ala principal, de 1766, consiste em tijolos amarelos. O arquiteto é desconhecido, mas pode ter sido Philip de Lange.

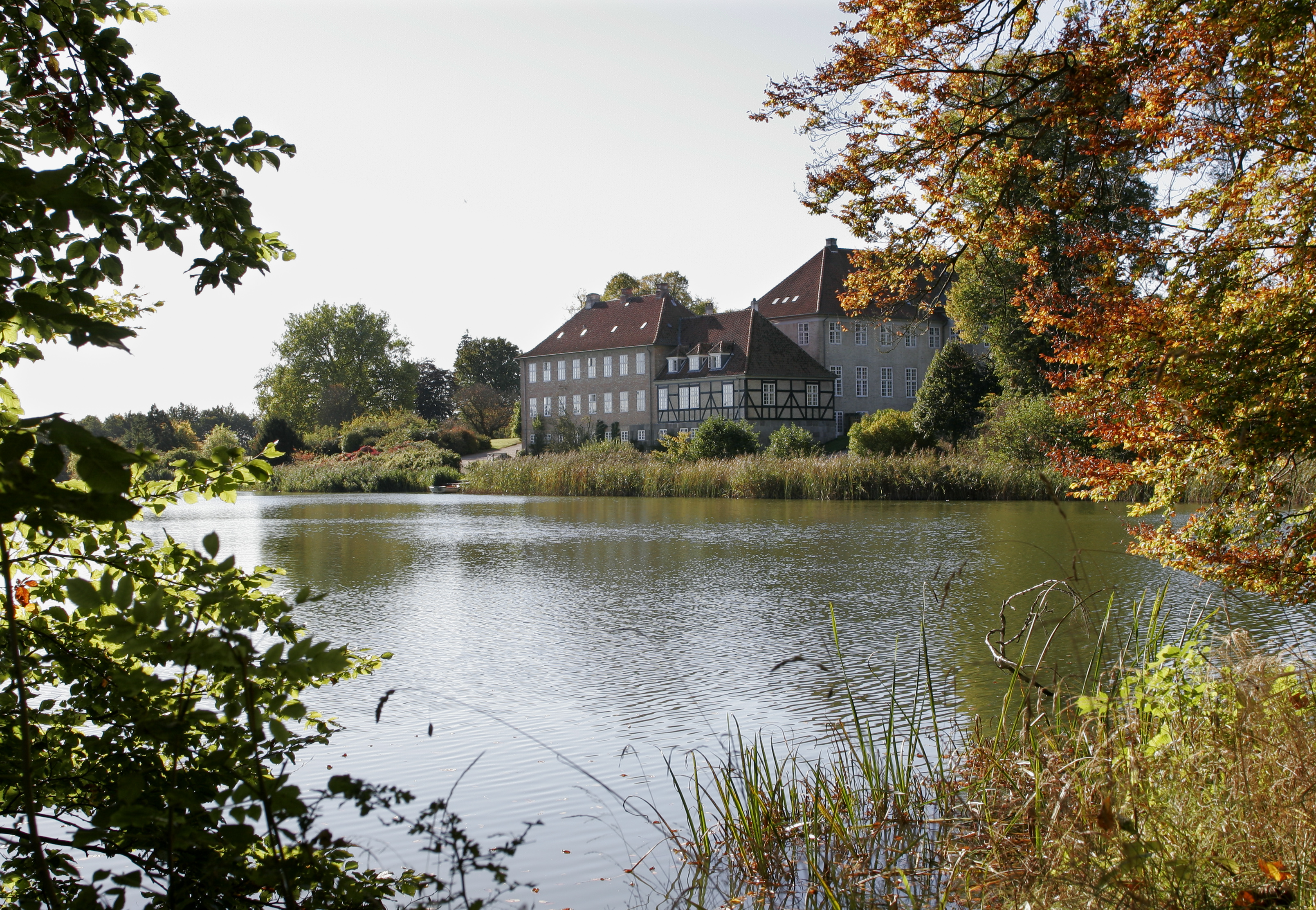
A parte mais antiga feita de madeira do prédio consegue ser vista a partir do leste, do outro lado do lago.

Originalmente, o telhado em pirâmide cobria os três compartimentos, e conseguia ser vista em ambos os lados da ala principal, que recebeu o seu frontão triangular por causa de uma grande reforma em 1703. A reforma também adicionou uma nova ala ao leste e deu o velho enxaimel da ala oeste uma nova fachada em alvenaria para o pátio.
O interior exibe várias decorações do século XVIII.